# Montagna-le-Templier
Pour les articles homonymes, voir Montagna (homonymie).
Montagna-le-Templier est une ancienne commune française située dans le département du Jura en région Bourgogne-Franche-Comté, à 5 km au sud de Saint-Julien (sur-Suran).
Le 1er janvier 2017, elle fusionne avec Dessia et Lains pour former la commune nouvelle de Montlainsia.

## Géographie

### Situation
Le village est situé en Petite Montagne du Jura, dans la vallée du Suran (rivière). Il est dominé par Mont-Charrue, Mont-Vivier et Mont-Tortier. Son territoire est traversé par trois cours d'eau : les ruisseaux des Creux, des Vernes et de la Doye ; les deux derniers y prennent leur source .

## Toponymie
La commune de Montagna-le-Templier s'est autrefois appelée Montagnacus Templarius, Montagny, Montagna-Saint-Alban, Montagnat-la-Doye ,, Montagna-la-Doie ou Montagna-la-Doye, du nom de la rivière qui la traverse.
Concernant l'étymologie du nom Montagna, Gérard Taverdet signale que deux écoles s'affrontent, l'une pensant à un nom d'homme, l'autre l'attribuant au relief.

## Histoire
Montagna Le templier a été une possession Templière entre 1220 et 1263. Manassès, seigneur de Coligny, donna au Temple de Varessia où son frère fut admis dans l'ordre.
Etienne de la Baume acquit en 1361 la seigneurie de Montagna le Templier de Tristan de Chalon. La seigneurie était rattachée à celle de la seigneurie de Montfleur. 
La chapelle de Saint Alban fut le but d'un pèlerinage très fréquenté au Moyen Âge et jusqu'en 1790. Elle a dû être bâtie sur un ancien temple païen. Il ne subsiste plus aucune trace de l'hospice pour les lépreux mentionné par les différents testaments des seigneurs d'Andelot. 
La seigneurie fut unie en 1697 au marquisat de Broissia. 
Au cours de la Révolution française, la commune porta provisoirement le nom de Montagna-la-Doie.

## Politique et administration

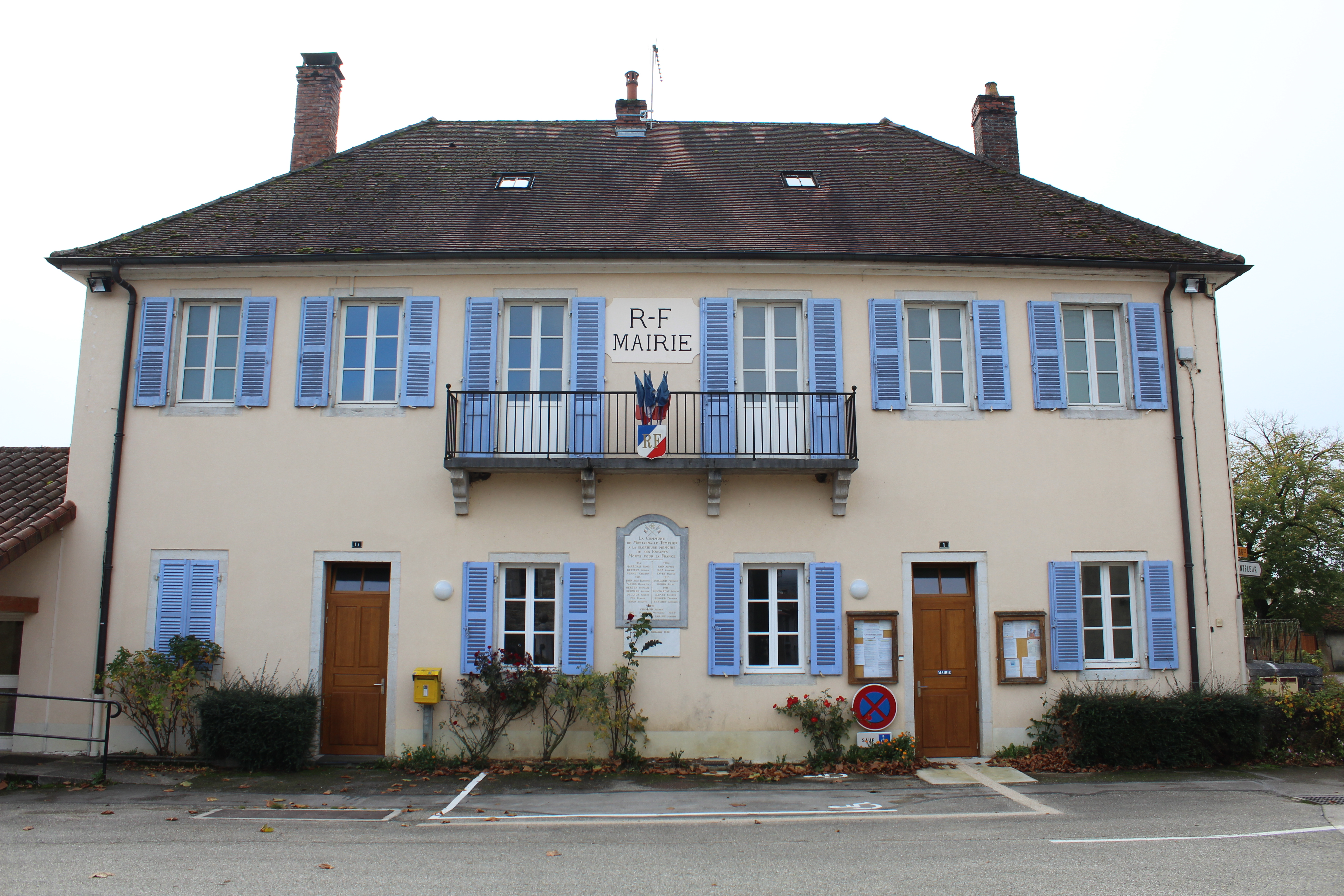
Mairie.

| Période   | Période       | Identité      | Étiquette | Qualité                     |
| --------- | ------------- | ------------- | --------- | --------------------------- |
| mars 2001 | mars 2014     | Roland Berger |           |                             |
| mars 2014 | décembre 2016 | Nicole Velon  | DVD       | Retraitée de l'enseignement |

## Démographie
L'évolution du nombre d'habitants est connue à travers les recensements de la population effectués dans la commune depuis 1793. À partir du 1er janvier 2009, les populations légales des communes sont publiées annuellement dans le cadre d'un recensement qui repose désormais sur une collecte d'information annuelle, concernant successivement tous les territoires communaux au cours d'une période de cinq ans. 
Pour les communes de moins de 10 000 habitants, une enquête de recensement portant sur toute la population est réalisée tous les cinq ans, les populations légales des années intermédiaires étant quant à elles estimées par interpolation ou extrapolation. Pour la commune, le premier recensement exhaustif entrant dans le cadre du nouveau dispositif a été réalisé en 2007,.
En 2014, la commune comptait 105 habitants, en évolution de +16,67 % par rapport à 2009 (Jura : −0,23 %, France hors Mayotte : +2,49 %).
| 1793 | 1800 | 1806 | 1821 | 1831 | 1836 | 1841 | 1846 | 1851 |
| ---- | ---- | ---- | ---- | ---- | ---- | ---- | ---- | ---- |
| 450  | 418  | 473  | 434  | 457  | 416  | 436  | 460  | 463  |

| 1856 | 1861 | 1866 | 1872 | 1876 | 1881 | 1886 | 1891 | 1896 |
| ---- | ---- | ---- | ---- | ---- | ---- | ---- | ---- | ---- |
| 418  | 429  | 434  | 405  | 397  | 384  | 355  | 350  | 354  |

| 1901 | 1906 | 1911 | 1921 | 1926 | 1931 | 1936 | 1946 | 1954 |
| ---- | ---- | ---- | ---- | ---- | ---- | ---- | ---- | ---- |
| 318  | 311  | 288  | 256  | 240  | 265  | 227  | 211  | 170  |

| 1962 | 1968 | 1975 | 1982 | 1990 | 1999 | 2007 | 2012 | 2014 |
| ---- | ---- | ---- | ---- | ---- | ---- | ---- | ---- | ---- |
| 130  | 110  | 93   | 84   | 65   | 88   | 87   | 106  | 105  |

## Lieux et monuments
- La chapelle Saint-Alban et sa source miraculeuse.

## Personnalités liées à la commune
Le chanteur Laroche Valmont